# 固噜扎布 (郭尔罗斯部)
固噜扎布（18世纪？—1829年），博尔济吉特氏，郭尔罗斯部人，清朝蒙古王公，布木巴的八代孙，锡喇博第之子。
乾隆四十二年（1777年），袭札萨克镇国公（郭尔罗斯前旗），任哲里木盟副盟长。嘉庆十九年（1814年），以站丁与本部地毗连杂处，不便于种地、牧马，呈请划定蒙古地土与站丁地土界址，被革副盟长，逐出乾清门。道光二年（1822年），再被任命为御前行走。